# Ом Тхэхва
Ом Тхэхва́ (кор. 엄태화, род. 1980, Сеул) — южнокорейский кинорежиссёр и сценарист.

## Карьера
Дипломная работа Ом Тхэхва в Корейской академии киноискусств «Интхуги: Битва интернет-троллей» (2013) стала его режиссерским дебютом в полнометражном кино и была номинирована на премии «Пэксан» и Wildflower Film Awards.
За фильм «Исчезнувшее время: Мальчик, который вернулся» (2016) Ом стал лауреатом премии «Большой колокол» как лучший начинающий режиссёр и получил приз зрительских симпатий на Фестивале корейского кино в Париже.
В 2023 году вышел его фильм «Выжившие. Бетонная утопия», который был выбран кандидатом на премию «Оскар» от Республики Корея в категории «лучший фильм на иностранном языке». За работу над «Выжившие. Бетонная утопия» Ом Тхэхва победил в номинации «лучший режиссёр» кинопремии «Голубой дракон».

## Личная жизнь
Его младший брат Ом Тхэгу — актёр, известен по ролям в таких фильмах, как «Китайский квартал» (2015), «Секретный агент» (2016), а также по главным ролям в сериалах «Спаси меня 2» (2019), «Родной город» (2021), «Доктор Брейн» (2021).
В апреле 2023 года женился, его супруга — дизайнер интерьеров и руководитель дизайн-студии.